# Jon Vickers
Pour les articles homonymes, voir Vickers (homonymie).
Jonathan Stewart Vickers, né le 29 octobre 1926 à Prince Albert en Saskatchewan, et mort le 10 juillet 2015 à Toronto, est un ténor canadien.

## Biographie
Il commence à chanter en amateur, tout en se lançant dans les affaires. Puis, après des études au Conservatoire de Toronto, il débute dans cette même ville en 1954 comme duc de Mantoue dans Rigoletto, mais les rôles de ce type ne sont pas pour lui, le potentiel dramatique de sa voix apparaissant très vite. 
Il fait ensuite ses débuts à Londres, à Covent Garden en 1956, en incarnant Riccardo dans Un ballo in maschera, puis est remarqué dans son interprétation d'Énée, dans Les Troyens de Berlioz. Il entame rapidement une carrière internationale, interprétant Siegmund à Bayreuth en 1958, puis la même année le rôle-titre de Don Carlos et Radamès dans Aida. L'année suivante, il débute à Vienne et à La Scala, puis au Metropolitan Opera de New York en 1960. Il est ensuite invité à l'Opéra de Paris, où il se fait remarquer dans Riccardo, Otello, Parsifal et Néron dans Le Couronnement de Poppée. Au Festival d'Orange, il impressionne le public dans les rôles d'Hérode (Salomé), Tristan, Florestan, Otello, Pollione (Norma). Il n'a participé que deux fois au Festival de Bayreuth (1958 et 1964) et n'a incarné que trois héros wagnériens : Siegmund, Parsifal et Tristan. Si sa voix, au timbre très particulier, n'a pas le brio des ténors italiens, elle impressionne par la force de son rayonnement, sa passion et son expressivité. D'un sens dramatique inné, Jon Vickers avait une prédilection pour les personnages tourmentés, inquiets, et fut de fait le ténor héroïque le plus demandé des années 1960.
Une voix particulièrement puissante (mais capable de pianissimi époustouflants), aux nuances infinies, ainsi qu'un physique massif et carré firent de lui un spécialiste des grands rôles tragiques du répertoire : Siegmund, Tristan, Otello, Énée (Les Troyens), Samson. C'était aussi un Florestan, un Don Jose, un Peter Grimes et un Parsifal réputé. Otello est sans doute le rôle qu'il marqua le plus profondément par sa théâtralité, et dont plusieurs enregistrements filmés gardent le témoignage : en studio à Berlin en 1974, sous la direction de Herbert von Karajan, avec Mirella Freni, à la suite des représentations au Festival de Salzbourg (1970-1972), ou bien encore au Metropolitan Opera en 1978, sous la direction de James Levine (DVD Sony), dans une mise en scène de Franco Zeffirelli, avec Renata Scotto (DVD Deutsche Grammophon).
Jon Vickers était un catholique fervent, raison pour laquelle il a toujours refusé d'interpréter le rôle-titre de Siegfried, qu'il jugeait trop païen. Le même personnage dans Le Crépuscule des dieux lui paraissait plus acceptable, mais une fois qu'il se fut enfin senti prêt à cela, l'occasion ne lui fut jamais donnée de l'interpréter. Par ailleurs, hostile au culte de la personnalité, pour lui, la musique et la spiritualité ne font qu'un.
À la fin de sa vie, il lutta plusieurs années contre la maladie d'Alzheimer qui finit par l'emporter le 10 juillet 2015.

## Discographie
- 2 fois Fidelio, dir. Otto Klemperer puis Herbert von Karajan
- 3 fois La Walkyrie, dir. Hans Knappertsbusch, Erich Leinsdorf puis Herbert von Karajan
- 3 fois Tristan et Isolde, dir. Herbert von Karajan, Karl Böhm puis Horst Stein
- 2 fois Otello, dir. Tullio Serafin puis Herbert von Karajan
- Samson et Dalila, dir. Georges Prêtre
- Aïda, dir. Georg Solti
- Peter Grimes, dir. Sir Colin Davis
- Les Troyens, dir. Sir Colin Davis
- Carmen, dir. Rafael Frühbeck de Burgos
- I Pagliacci, dir. Bruno Bartoletti
- The Dream of Gerontius, dir. John Barbirolli.

## Honneurs

### Doctoratshonoris causa
- 1963 - Doctor of Laws (LL.D.) honoris causa (h.c.) (Université de la Saskatchewan)
- 1977 - Doctor of Music (en) (D.Mus.) h.c. (Université de Guelph)
- 1978 - Docteur honoris causa en musique (Université Laval)
- 1984 - LL.D. h.c. (Université Queen's)
- 1985 - Docteur ès lettres (D.ès-L.) h.c. (Université McMaster)
- 1986 - D.Mus. h.c. (Université de Toronto)
- 1989 - D.Mus. h.c. (Université de Windsor)

### Autres distinctions
- 1968 - Compagnon de l'Ordre du Canada
- 1975 - Prix Molson
- 1978 - Evening Standard Award, pour son interprétation du rôle de Tristan, « réalisation la plus remarquable à l'opéra »
- 1985 - Membre de l'Academy of Vocal Arts Hall of Fame for Great American Singers